# Renhorntjärnen, Ångermanland
Renhorntjärnen är en sjö i Sollefteå kommun i Ångermanland och ingår i Ångermanälvens huvudavrinningsområde.